# ヴォルピ杯
ヴォルピ杯(イタリア語: Coppa Volpi )は、ヴェネツィア国際映画祭における俳優賞(男優賞・女優賞)の名称である。
ヴェネツィア国際映画祭の創設者であり、ムッソリーニ政権で財務大臣を務めたジュゼッペ・ヴォルピ伯爵の名前に基づく。

## 変遷
1934年に「金賞」として演技賞の表彰がスタート。1935年から「ヴォルピ杯」と命名され、1942年の戦時中断まで続いた。
1947年のヴェネツィア国際映画祭再開時には「国際演技賞」という名前に変わった。1951年から再び「ヴォルピ杯」に戻ったが、1968年をもって中断される。
1988年に20年ぶりに再開され、ヴォルピ杯男優賞(Coppa Volpi per la migliore interpretazione maschile)とヴォルピ杯女優賞(Coppa Volpi per la migliore interpretazione femminile)が正式な名前となった。
1993年には助演男優賞と助演女優賞が新たに制定された。しかし1995年には男優と女優を区別しない「助演俳優賞」に変わり、1997年には廃止された。
現在は男優と女優を1名ずつ選ぶ形である。

## 受賞者
歴代受賞者は以下を参照のこと。
- ヴェネツィア国際映画祭 男優賞
- ヴェネツィア国際映画祭 女優賞

## 関連事項
- カンヌ国際映画祭 男優賞
- カンヌ国際映画祭 女優賞
- ベルリン国際映画祭 男優賞
- ベルリン国際映画祭 女優賞
- アカデミー主演男優賞
- アカデミー主演女優賞